# Назарченко Неоніла Трохимівна
Неоніла (Ніла) Трохимівна Назарченко (? — ?) — українська радянська діячка, новатор сільськогосподарського виробництва, головний зоотехнік Попаснянської МТС Попаснянського району Ворошиловградської (Луганської) області. Депутат Верховної Ради УРСР 4-го скликання.

## Біографія
На 1950-ті роки — головний зоотехнік Попаснянської машинно-тракторної станції (МТС) Попаснянського району Ворошиловградської (Луганської) області.

## Нагороди
- орден Трудового Червоного Прапора (26.02.1958)
- ордени
- медалі